# Пуласкі (округ, Кентуккі)
Шаблон:StateAbbr_ 37°06′ пн. ш. 84°35′ зх. д. / 37.1° пн. ш. 84.58° зх. д.
Округ Пуласкі (англ. Pulaski County) — округ (графство) у штаті Кентуккі, США. Ідентифікатор округу 21199.

## Історія
Округ утворений 1798 року.

## Демографія
За даними перепису
2000 року
загальне населення округу становило 56217 осіб, зокрема міського населення було 22594, а сільського — 33623.
Серед мешканців округу чоловіків було 27482, а жінок — 28735. В окрузі було 22719 домогосподарств, 16339 родин, які мешкали в 27181 будинках.
Середній розмір родини становив 2,87.
Віковий розподіл населення поданий у таблиці:
| Стать    | До 15 років | 15-21 | 22-29 | 30-39 | 40-49 | 50-65 | 65-85 | Понад 85 |
| -------- | ----------- | ----- | ----- | ----- | ----- | ----- | ----- | -------- |
| Чоловіки | 5625        | 2601  | 2650  | 4110  | 4171  | 4734  | 3327  | 264      |
| Жінки    | 5165        | 2397  | 2705  | 4175  | 4298  | 5100  | 4247  | 648      |

## Суміжні округи
- Лінкольн — північ
- Роккасл — північний схід
- Лорел — схід
- Маккрірі — південний схід
- Вейн — південний захід
- Расселл — захід
- Кейсі — північний захід

## Виноски
1. ↑  U.S. Decennial Census. United States Census Bureau. Процитовано 19 серпня 2014.
2. ↑  Historical Census Browser. University of Virginia Library. Архів оригіналу за 11 серпня 2012. Процитовано 19 серпня 2014.
3. ↑  Population of Counties by Decennial Census: 1900 to 1990. United States Census Bureau. Процитовано 19 серпня 2014.
4. ↑  Census 2000 PHC-T-4. Ranking Tables for Counties: 1990 and 2000 (PDF). United States Census Bureau. Процитовано 19 серпня 2014.
5. ↑  State & County QuickFacts. United States Census Bureau. Архів оригіналу за 17 січня 2016. Процитовано 6 березня 2014.(англ.) Наведено за англійською вікіпедією.
6. ↑  American FactFinder. Бюро перепису населення США. Архів оригіналу за 26 лютого 2012. Процитовано 31 січня 2008.

| США | Це незавершена стаття з географії США. Ви можете допомогти проєкту, виправивши або дописавши її. |